# جان كارلوس دا سيلفا فيريرا
جان كارلوس دا سيلفا فيريرا (بالبرتغالية: Jean Carlos da Silva Ferreira‏) هو لاعب كرة قدم برازيلي، ولد في 3 مارس 1982 في ساو غونسالو في البرازيل. لعب مع نادي أمريكا ونادي الشارقة ونادي برازيليا ونادي ساتورن رامنسكوي ونادي سانتوس ونادي فاسكو دا غاما ونادي فلامنغو ونادي فلومينينسي ونادي كروزيرو ونادي كورينثيانز.